# 伊恩·尼爾森
伊恩·尼爾森（Ian Nelson，1995年4月10日—）是美國的一位演員。在2012年，他參與出演了電影《飢餓遊戲》。此外它還出演過電視劇《少狼》。他也是一位歌手和舞者。